# Mabuya maculata
Mabuya maculata är en ödleart som beskrevs av  Gray 1839. Mabuya maculata ingår i släktet Mabuya och familjen skinkar. Inga underarter finns listade i Catalogue of Life.